# Favites halicora
Favites halicora (Ehrenberg, 1834) è una sclerattinia della famiglia Merulinidae, diffusa nelle barriere coralline della regione Indopacifica.
È un corallo ermatipico che solo recentemente è stato riclassificato e rimosso dalla famiglia Faviidae.

## Descrizione
La specie forma massicce colonie arrotondate o collinose. Ogni singolo individuo è situato sulla superficie della colonia e condivide il muro con i suoi vicini. I coralli sono di forma e dimensioni irregolari, hanno pareti molto spesse e tendono a essere subloplocoidi. Il suo diametro medio è di 10 mm. Possono avere i lobi paliformi.
I tentacoli dei polipi vengono estesi alla notte, comparendo in un semplice cerchio di tentacoli per convogliare le prede verso la cavità digerente. Ha anche tentacoli "ampi" che sono dotati di nematocisti, organi urticanti che hanno funzione di difesa e utilizzate nella caccia per paralizzare le prede, il plancton.
Il colore dei polipi è normalmente marrone verdastro o giallastro pallido, sebbene sia riportata un'abbondanza di colori.

## Distribuzione e habitat
La specie è ampiamente distribuita nelle acque nelle barriere coralline di tutto l'Indo-Pacifico, dalle coste orientali dell'Africa, attraverso gli oceani Indiano e Pacifico, sino alle Sporadi Equatoriali e alle Isole della Fenice. È una specie non comune, sebbene possa essere localmente abbondante, come in Indonesia.
Popola zone riparate della barriera corallina.

## Conservazione
La Lista rossa IUCN classifica Favites halicora come specie prossima alla minaccia  (Near Threatened).